# Rhytidoma
De korst of rhytidoma van een houtige plant (planten met secundaire diktegroei, zoals bomen, lianen en struiken) bestaat uit het laatst gevormde kurkweefsel (felleem) en de daardoor geïsoleerde, afgestorven weefsels die er buiten liggen. 

## Ontstaan
Door de diktegroei van de stam neemt de omtrek toe. De afsluitende epidermis kan deze groei niet kan compenseren. De kurklagen vormen de vervangende afsluitende lagen van de stengel. Afhankelijk van de diepte van de ligging van de kurkvormende lagen bestaat de korst uit de afsluitende epidermis en eventueel de daaronder gelegen cortex. Door de vochtafsluitende kurklagen krijgen de erbuiten liggende weefsel (zoals cortex en epidermis met huidmondjes) geen voeding en vocht toegevoerd, waardoor deze afsterven. 

## Naam
De korst wordt vaak 'schors' genoemd, maar bij 'schors' gaat het bij planten om de 'cortex' of primaire schors, het gedeelte tussen centrale cilinder en exodermis of (bij primaire wortels) de rhizodermis.
Ook 'cortex' is een term met een betekenis die afhangt van de context.